# Potrjasajuščij Berendeev
Potrjasajuščij Berendeev (Потрясающий Берендеев) è un film del 1975 diretto da Igor' Voznesenskij.

## Trama
Quando a Trubinsk non era rimasta una sola scuola che non soffrisse delle invenzioni del sognatore Sergej Berendeev, i genitori trasferirono il figlio sfortunato in una scuola professionale. Ma il ragazzo non si perse d'animo, ma, avendo ottenuto l'accesso a una buona tecnologia e una completa indipendenza, divenne un vero inventore.